# Archirhodomyrtus beckleri
Archirhodomyrtus beckleri é um arbusto ou pequena árvore nativa de áreas de floresta tropical do leste da Austrália.
Folhas de murta rosa são 2-8 cm de comprimento e 1,5-2,5 cm de largura, lanceoladas, brilhantes e agradavelmente perfumadas quando esmagadas. As flores são 1 cm de diâmetro, branco, malva ou rosa. A baga comestível é 0,5-0,8 cm de diâmetro, globular, amarelo alaranjado ou vermelho, contendo numerosas sementes pequenas.

## Usos
A baga tem um agradável sabor aromático que lembra a cereja brasileira. Pode ser consumido fora de mão ou usado em molhos e conservas.